# Barlete
Barlete falu Horvátországban Lika-Zengg megyében. Közigazgatásilag Gospićhoz tartozik.

## Fekvése
Gospićtól légvonalban 8 km-re, közúton 10 km-re keletre a Likai karsztmezőn, az A1-es autópályától 3 km-re keletre fekszik.

## Története
A falu közelében egy 630 méter magas hegyen középkori vár maradványai láthatók, melyek a helyiek Županska gradinának azaz Ispáni várnak neveznek. A terület birtokosa 1509-ben Ivan Karlović (Karlovics János) gróf horvát bán volt, egy 1509-es feljegyzés 22 vára között Barletét is megemlíti. Valószínűleg Barlete is 1527-ben került török kézre. A török által elfoglalt várakat rögzítő 1577-es felsorolás Barletén két várat is említ. A hódoltság idején a falunak török lakossága volt. A török kiűzése (1689) után mindössze két háza maradt, melyeknek katolikus lakói voltak. 1696-ban Sebastijan Glavinić püspök vizitációja során egy váráról ír, amely azonban akkor már pusztulásnak indult. A falunak ezután vegyesen szerb és horvát lakossága volt. A szerbek Ostrvica parókiájához, a horvátok a bilaji plébániához tartoztak. 1857-ben 806, 1910-ben 788 lakosa volt. A trianoni békeszerződés előtt Lika-Korbava vármegye Gospići járásához tartozott. Ezt követően előbb a Szerb-Horvát-Szlovén Királyság, majd Jugoszlávia része lett. 1991-ben lakosainak 50 százaléka horvát, 44 százaléka szerb nemzetiségű volt. A honvédő háború idején a megye egyik első falva volt, amelyet szerb agresszió ért. 1991. július 22-én a szerb csapatok gránátokkal kezdték lőni a horvátok házait, akik nagyrészt elmenekültek. Csak néhány idős és beteg ember maradt ott akiket, bár a falu az UNPROFOR védelme alatt állt megkínoztak és megöltek. Maradványaikat 1995-ben találták meg, amikor a „Vihar” nevű hadművelet során 1995. augusztus 6-án a horvát hadsereg visszafoglalta a települést. A falunak 2011-ben 28 lakosa volt.

## Lakosság
| Lakosság változása | Lakosság változása | Lakosság változása | Lakosság változása | Lakosság változása | Lakosság változása | Lakosság változása | Lakosság változása | Lakosság változása | Lakosság változása | Lakosság változása | Lakosság változása | Lakosság változása | Lakosság változása | Lakosság változása | Lakosság változása |
| ------------------ | ------------------ | ------------------ | ------------------ | ------------------ | ------------------ | ------------------ | ------------------ | ------------------ | ------------------ | ------------------ | ------------------ | ------------------ | ------------------ | ------------------ | ------------------ |
| 1857               | 1869               | 1880               | 1890               | 1900               | 1910               | 1921               | 1931               | 1948               | 1953               | 1961               | 1971               | 1981               | 1991               | 2001               | 2011               |
| 806                | 927                | 877                | 948                | 1.001              | 788                | 783                | 789                | 405                | 397                | 353                | 290                | 202                | 133                | 36                 | 28                 |

## Nevezetességei
- Egy 630 méteres kisebb magaslaton találhatók Barlete várának romjai. A négyszögletes alaprajzú várból mára csak az északi és a keleti fal egy szakasza maradt fenn. A vár eredetileg négyszögletes volt, 10 méter hosszú, 8 méter széles és 1,50 méter vastag falakkal, melyek talán egy lakótorony részei lehettek. Közvetlenül a torony alatti hegyoldalban is láthatók falmaradványok, talán a külső védőfal maradványai.
- Volarice nevű településrészén, Kovčeg forrása közelében, a Vršeljak-domb lejtőjén találhatók a Keresztelő Szent János-templom maradványai. A templom keletelt tájolású, román stílusú, félköríves apszissal. A templom külső megjelenését az 1910-ben készített fényképek örökítik meg. A falak textúrája, az építés egyszerűsége, a portál fölötti vakfülke azt valószínűsíti, hogy a kápolna a 15. század végén újjáépült. A kápolnát a törökök Likából való kiűzése után még egyszer újjáépíthették, és ebből az alkalomból áttervezhették a nyugati homlokzatot. A 20. század elején a templom még ép volt, míg mára csak romjai láthatók.[4]
- A Szent Kereszt Felmagasztalása tiszteletére szentelt szerb pravoszláv templomát[5] a II. világháború idején lerombolták. Ostrvica parókiájához tartozott.
- A szomszédos Bilajon áll a bilaji és barletei 1941 és 1995 között meggyilkolt áldozatok emlékműve.